# Babyšira
Babyšira nebo Babušara nebo Babušera (abchazsky Бабышьира, Бабушера gruzínsky ბაბუშარა – Babušara) je vesnice v Abcházii v okrese Gulrypš na pobřeží Černého moře. Leží přibližně 8 km jihovýchodně od okresního města Gulrypš. Obec sousedí na severozápadě s Pšapem, na severovýchodě s Drandou a na východě s Adzjubžou při ústí řeky Kodori. Ves protíná silnice spojující Suchumi s Gruzií a železnice. Na území obce se jižně od vesnické zástavby nachází Letiště Suchumi-Babušara. Za letištěm se nachází pramen horké minerální vody s koupalištěm a vodopádem.
Oficiálním názvem obce je Vesnický okrsek Babyšira (rusky Бабушарская сельская администрация, abchazsky Бабышьира ақыҭа ахадара). Za časů Sovětského svazu byl okrsek součástí Drandského selsovětu (Драндский сельсовет).

## Části obce

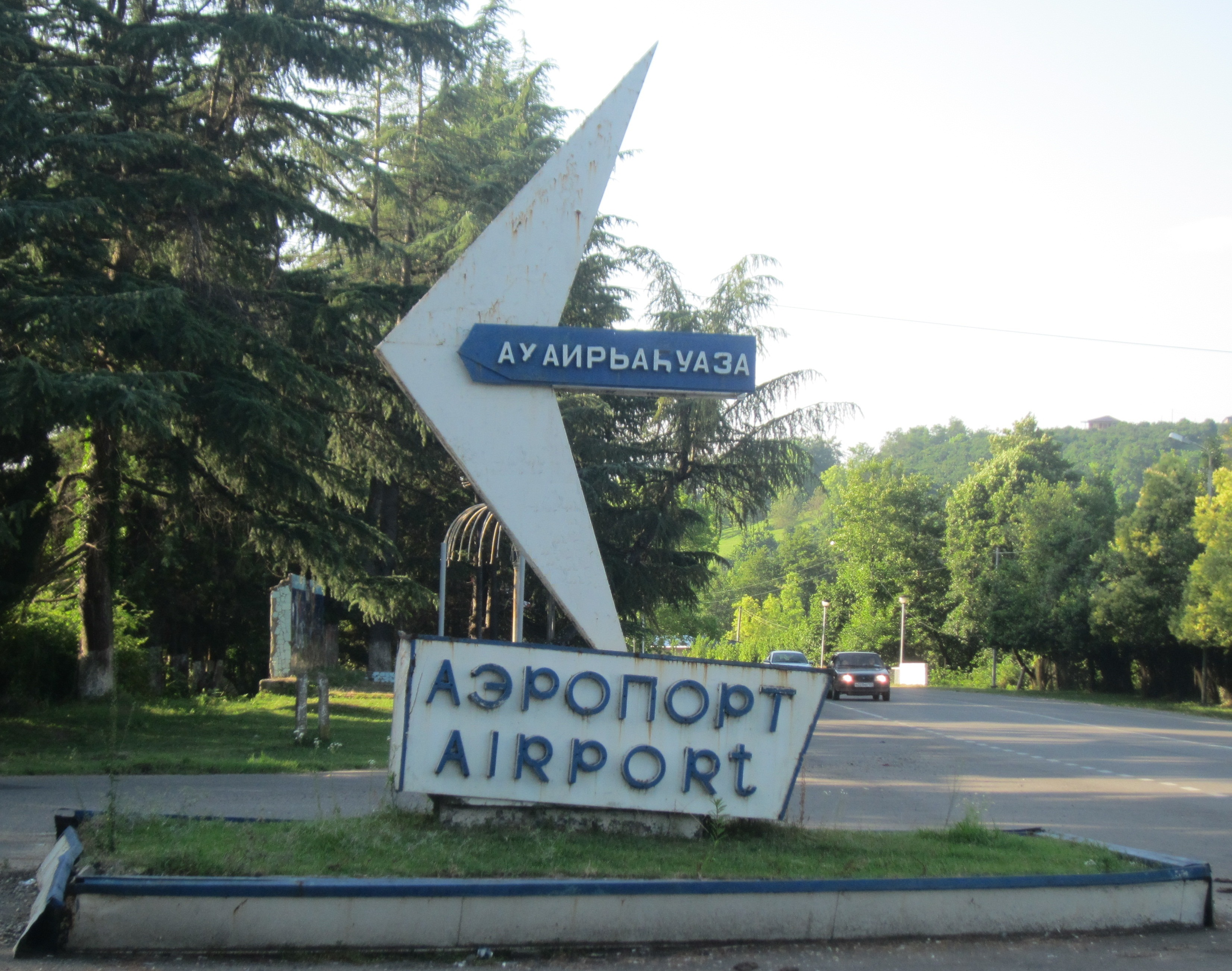
Odbočka na letiště Babušara

Součástí Babyširy jsou následující části:
- Babyšira / Babušara (Бабышь-ира / Бабышьира / Бабушера)
- Letiště (Аеропорт) – Letiště Suchumi-Babušara
- Adzbaara (Аӡбаара)
- Amzlakja (Амзлакьиа)
- Adžbna (Аџьбна)
- Kvaraš (Ҟәараш)
- Uarča (Уарча)
- Urys Incharta (Урыс инхарҭа)

## Historie
Ještě v 19. století se obec jmenovala Babyš-ira (Бабышь-ира), ale po Kavkazské válce vlivem mahadžirstva došlo k odsunu zdejších abchazských obyvatel do Turecka a noví osadníci z Gruzie a Ruska název přizpůsobili svým jazykům. Rusky se nazývala Babušera nebo Babušery (Бабушера / Бабушеры) a gruzínsky Babušara (ბაბუშარა). V 60. letech bylo na území obce vybudováno suchumské letiště, jež sloužilo civilnímu letectví i vojenskému. Během války v Abcházii byly obec i letiště těžce poškozeny a letištní plocha dokonce zůstala zaminována. Život do vesnice se sice vrátil, ale na mnoha budov včetně starého terminálu a lázeňských budov v okolí se boje podepsaly tak, že i v současnosti existují jen jako opuštěné objekty s obvodovým zdivem bez oken a dveří.

## Obyvatelstvo
Dle nejnovějšího sčítání lidu z roku 2011 je počet obyvatel této obce 2696 a jejich složení následovné:
- 1 946 Abchazů (72,2 %)
- 327 Rusů (12,1 %)
- 122 Arménů (4,5%)
- 120 Gruzínů (4,5 %)
- 30 Ukrajinců (1,1 %)
- 151 ostatních národností (5,6 %)

Před válkou v Abcházii žilo v obci bez přičleněných vesniček 5082 obyvatel.